# قصر قبادآباد
کاخ قبادآباد (ترکی: Kubadabad Sarayı) مجموعه‌ای از اقامتگاه‌های تابستانی بود که برای سلطان علاءالدین کیقباد، حاکم سلجوقیان روم ساخته شده‌است. این کاخ در ساحل جنوب‌غربی دریاچه بِی‌شهر در جنوب‌غربی آناتولی مرکزی در ترکیه و در ۱۰۰ کیلومتری غرب پایتخت سلجوقی در قونیه قرار دارد.